# ティンカー・ベルと流れ星の伝説
『ティンカー・ベルと流れ星の伝説』（ティンカー・ベルとながれぼしのでんせつ、原題：Tinker Bell and the Legend of the Neverbeast）は2014年制作のOVA。イギリスでは2014年12月12日、アメリカ合衆国では2015年3月3日、日本では2015年5月20日にブルーレイとDVDが発売された。
ティンカー・ベル・シリーズの最終作となる。日本ではシリーズ全作をボックスにしたブルーレイセット、DVDセットも同時販売された。
KTタンストールが劇中で使用される3曲を書き下ろしている。

## ストーリー
緑に輝く彗星が夜空に現れた後、フォーンは森の中で目覚めたばかりの大きな怪獣を見つける。怪獣をグラフと名付けたフォーンは、少しずつグラフと仲良くなって行く。
ニックスが古い資料から「彗星が現れるとネバービーストが目覚め、激しい雷の嵐が襲いピクシー・ホロウを焼き尽くす」という言い伝えと見つける。ネバービーストはグラフにそっくりだった。言い伝えでは、ネバービーストは春・夏・秋・冬の森にそれぞれ石の塔を作って、雷の嵐を起こすという。
フォーンはグラフを逃がそうとするが、ティンカー・ベルがグラフに襲われたと知り、グラフの捕獲作戦に協力する。しかし、実はグラフはティンカー・ベルを襲ったのではなく助けたのであり、グラフが作っていた石の塔も避雷針の役割をするものであった。
そのことを知らないニックスたちは石の塔を破壊するが、グラフ自身が避雷針となってピクシー・ホロウは雷の嵐の危機から救われた。妖精たちとも仲良くなったグラフだったが、1000年に一度の彗星に備えるために、フォーンたちと別れて再び眠りについた。

## 登場人物
ティンカー・ベル
声 - メイ・ホイットマン、深町彩里
フォーン
声 - ジニファー・グッドウィン、坂本真綾
本作の主役。
ロゼッタ
声 - クリスティン・チェノウェス、豊口めぐみ
イリデッサ
声 - レイヴン・シモーネ、園崎未恵
シルバーミスト
声 - ルーシー・リュー、高橋理恵子
ヴィディア
声 - パメラ・アドロン、朴璐美
ニックス
声 - ロザリオ・ドーソン、宇乃音亜季
護りの妖精。
フューリー
声 - ダナイ・グリラ、岡田恵
チェイス
声 - クロエ・ベネット、一杉佳澄
スクリブル
声 - トーマス・レノン、小森創介
バック
声 - ジェフ・コーウィン、櫻井トオル
モーガン
声 - オリヴィア・ホルト、石田嘉代
ナレーター
声 - グレイ・デリスル、島本須美